# Palpimanus narsinhmehtai
Espèce
Palpimanus narsinhmehtai est une espèce d'araignées aranéomorphes de la famille des Palpimanidae.

## Distribution
Cette espèce est endémique du Gujarat en Inde,. Elle se rencontre vers Junagadh.

## Description
Le mâle holotype mesure 4,32 mm et la femelle paratype 7,03 mm.

## Étymologie
Cette espèce est nommée en l'honneur du poète Narsinh Mehta.

## Publication originale
- Prajapati, Hun & Raval, 2021 : « A new species and a new combination in Palpimanus Dufour, 1820 from India (Aranei: Palpimanidae). » Arthropoda Selecta, vol. 30, no 4, p. 541-545 (texte intégral).